# Newland (Gloucestershire)
Newland – wieś w Anglii, w hrabstwie Gloucestershire, w dystrykcie Forest of Dean. Leży 30 km na zachód od miasta Gloucester i 177 km na zachód od Londynu.